# Kati és a Kerek Perec
A Kati és a Kerek Perec 1975 és 1984 között aktív magyar popegyüttes.

## Története
1975-ös megalakulásakor az együttes vezetője Kiss Ernő, a dalokat szerző névadó ötletgazda pedig Nagy Katalin volt. Ők ketten korábban a Turán László vezette, 1970-ben alapított Volán együttesben játszottak együtt. Törzshelyük a Fővárosi Művelődési Központ volt, ahol ugyanabban az időben lépett fel rendszeresen Papp Imre, Lerch István és Baranszky László is. Rockzenét játszottak, főleg olyan nagy nyugati együttesek repertoárjából, mint a Black Sabbath, a Deep Purple vagy a Led Zeppelin.
1975 márciusában megalapították a Kati és a Kerek Perec elnevezésű formációt, amelynek Kissen és Nagyon kívül Patay Miklós, Fábián Attila és Nagy Béla voltak az alapító tagjai. A saját bevallásuk szerint „vokális popzenét” játszó együttes valamennyi tagja több hangszeren is játszott, emellett mindannyian énekeltek is. Első nyári évadukban elsősorban a budai, csepeli, dunaújvárosi és székesfehérvári ifjúsági parkokban léptek fel, de Balatonaligán nyári klubjuk is volt, ahova vendégzenekarokat is meghívtak. 1976 májusában – a Bergendy-együttes és a Tolcsvay-trió mellett – a Budai Ifjúsági Park évadnyitó koncertjének fellépői között voltak, és továbbra is rendszeresen játszottak a koncerthelyszínen, majd az 1976 októberében újra megnyílt Metro Klubba is hívták őket zenélni. 1976-ban az Egymillió fontos hangjegy című tévéműsor készített velük két felvételt, a 5000 Volts együttes I’m On Fire című dalának magyar nyelvű feldolgozásából Lángolok címmel, valamint a Pereces bácsi címen nekik írt magyar szerzeményből. 1977-ben a Lux együttes mellett ismét ők adhatták az évadnyitó műsort a Budai Ifjúsági Parkban. A Metronóm ’77 című televíziós könnyűzenei seregszemle 1977. július 23-ai elődöntőjén is felléptek az Egy dal neked című szerzeményükkel, és sikeresen továbbjutottak a július 30-ai döntőbe. Egy kritika szerint az „igazi meglepetést a Kati és a Kerek perec [!] jelentette, amely új hangjával, frissességével, szinte teljesen ismeretlenül került a döntőbe”. Ettől az évtől már olyan sikeres rádiófelvételeik is készültek, mint a Hinta, 1978-ban pedig a Jókedvű nap. Ezekben az években két kislemezüket is kiadták, és ugyancsak 1978-ban csatlakozott hozzájuk a Volánban már velük zenélő Végvári Ádám és Bardóczi Gyula.
1979 elején az Edda Művekkel voltak tizennégy rendezvénynapos országos turnén, majd az év folyamán három nagylemezen is szerepeltek: Nagy Katalin énekelte az ABBA Fernando című slágerét a Disco Party című lemezen, a Jókedvű nap a Pepita Favorit című válogatásalbumon jelent meg, a harmadik album pedig a csapat első nagylemeze, a Kati és a Kerek Perec volt, amelyről a Titanic című dal az év egyik slágere lett és felkerült a Disco Party 2. című 1981-es válogatáslemezre. 1980-tól megváltozott a felállás: Végvári és Bardóczi átigazolt a Neoton Famíliába, Babarik Vince és Mikulcza Sándor személyében két új tag érkezett a zenekarba. 1982-ben jelent meg második, egyben utolsó nagylemezük Szerpentin címmel.
Az együttes sikeres volt, dalaik közül az Egy dal neked és a Hinta felkerült a slágerlistákra, mindkét albumuk aranylemez lett, több ízben külföldön is felléptek. Egy 1982-es könnyűzenei áttekintés a Neoton Família és Szűcs Judit mellett „a diszkó csillagai” között említette az együttest. A Magyar Hanglemezgyártó Vállalat nagy hatalmú munkatársa, egyúttal a Neoton Família menedzsere, Erdős Péter azonban úgy vélte, nincs szükség két azonos stílusban játszó együttesre. A Kati és a Kerek Perec 1982 őszén nevet változtatott, majd miután 1984 nyarán a tagok úgy döntöttek, hogy Nyugat-Európában vállalnak vendéglátós munkát, Nagy Katalin kilépett a nevét viselő együttesből. Babarik Vince 1990-ig volt a zenekar tagja. Nagy Katalin 2010-ben bekövetkezett haláláig díszállat-kereskedést vezetett.

## Diszkográfia

### Kislemezek
| Év   | A                     | B                                   |
| ---- | --------------------- | ----------------------------------- |
| 1977 | Egy dal neked         | Kaszakő – A csapkodó szárnyú repülő |
| 1978 | Hinta                 | Jókedvű nap                         |
| 1978 | Csillagszórós éjszaka | Egy kölcsön álom                    |

### Nagylemezek
| Év   | Album címe            | Dalok |
| ---- | --------------------- | --- |
| 1979 | Kati és a Kerek Perec | 1. Csak egy képregény 2. Szeress, amíg élsz 3. Titanic 4. Fátyoltánc 5. Ő az a cigánylány 6. Hívnak a fények 7. Villamos-szerelem 8. Tizenöt nyár 9. Üvegszív |
| 1982 | Szerpentin            | 1. Robinson 2. Ne szeress engem 3. Szívkirály 4. Rolli 5. Ördögi kör 6. Engedj szabadon 7. Kövesd a folyót 8. Szerpentin 9. Szoríts, ölelj át                 |

### Kiadatlan dalok
| Év   | Cím                               |
| ---- | --------------------------------- |
| 1976 | Pereces bácsi                     |
| 1976 | Lángolok                          |
| 1977 | Dal                               |
| 1978 | Eladom a bánatom                  |
| 1978 | Légy oly boldog, mint egy gyermek |
| 1978 | Több voltál nekem                 |

## Tévéshow-k
1978.06.17 Jókedvű nap (közreműködik: Szádvári Gabriella bemondó – ének)
1980.05.18 Üvegszív